# Nilgiri irfluesnapper
Nilgiri irfluesnapper (latin: Eumyias albicaudatus) er en spurvefugl, der lever i sydvestlige Indien.